# Борисовщина (Ленінградська область)
Борисовщина (рос. Борисовщина) — присілок Бокситогорського району Ленінградської області Росії. Входить до складу Радогощинського сільського поселення.
Населення — 2 особи (2012 рік).

## Населення
| 2007 | 2010 | 2017 |
| ---- | ---- | ---- |
| 3    | ↗6   | ↘1   |